# 陳永棋
陳永棋，大紫荊勳賢，GBS，OBE，JP（1947年1月—），男，籍貫廣東東莞，生于香港，長江製衣董事總經理、建滔集團前獨立非執行董事、亞洲電視前任行政總裁，同時亦是全國政協常委、香港中華總商會成員、香港中華廠商聯合會前任會長之一等等。

## 生平
陈永棋曾分別於北角丹拿道石光中學（幼稚園至小四）、嶺英中學（小學部、小五至小六）及顯理中學（1960年小六、中一至中三），後到泰國曼谷入讀國際學校 ─ International School Bangkok 完成高中課程，並於1966年負笈美國。1970年畢業於美國普渡大學工業工程系。

## 公職
陳永棋曾任第八、第九屆全國人大代表、香港中華廠商聯合會會長、香港出口商會會長、付貨人委員會主席、香港製衣業總商會副會長、香港特別行政區籌備委員會委員、香港特別行政區第一屆政府推選委員會委員、香港基本法諮詢委員會委員、澳門基本法諮詢委員會委員、香港廣東社團總會永遠名譽主席。

## 榮譽
陳氏曾獲英國官佐勳章、澳門總督頒授工商業勳章。2000年獲金紫荊星章。2002年獲授予無錫市榮譽市民稱號。2016年獲頒大紫荊勳章。

## 立場
陳永棋經常發表支持中國共產黨的言論，亦先後公開支持董建華、梁振英及林鄭月娥擔任香港行政長官。此外，在陳永棋及劉長樂於2000年成為大股東後，尤其是陳永棋於2002年成為行政總裁後，亞洲電視的立場明顯較親中共，直至2007年將之出售予查懋聲及費道宜。他頗對泛民主派人士反感，經常批評該類人士「吵吵鬧鬧」。

## 名下馬匹
陳永棋是香港賽馬會會員，自2002-2003馬季開始成為馬主，名下馬匹包括奇峰（與林健鋒合夥擁有）、精密紡（與太太陳馮潔清合夥擁有）、新疆紡、埃塞紡（與女婿潘慶基、戴伯鈞合夥擁有）、勝利才子（與還立峻、楊毅敏醫生合夥擁有）。

## 相關
- 香港商報

## 外部連結
- 陳永棋生平簡介 （页面存档备份，存于）